# Frasin
Frasin (tysk: Frassin eller Fraßin) er en by i distriktet Suceava, i det bjergrige nordøstlige Rumænien. Den er beliggende i den historiske region Bukovina. Frasin er den trettende største bymæssig bebyggelse i distriktet med et indbyggertal på 5.817 (2021). Den blev erklæret en by i 2004 sammen med syv andre lokaliteter i Suceava amt. Byen administrerer den tidligere landsby Bucșoaia (som blev et kvarter i 2004), Doroteia og Plutonița (med status af associerede landsbyer).

## Geografi
Frasin er omgivet af Bukovinas højderygge i Obcinele Mari, på bredden af floden Moldova, mellem Câmpulung Moldovenesc og Gura Humorului, ved Europavej E58. Byen Gura Humorului ligger kun 7 km derfra. Frasin er tilsluttet det rumænske nationale jernbanesystem og har en jernbanestation på Suceava-Vatra Dornei-banen.

## Historie
I 1785 var Frasin kendt som en bygd. Et stort skridt i retning af en god udvikling for Frasin fandt sted i 1816, da der blev bygget en kaliumfabrik. Frasin blev erklæret for en by i 1850.
Indtil 1918 var Frasin en del af det Østrigske monarki (provinsen Bukovina forblev et østrigsk kronland (tysk: Kronland) efter Det østrig-ungarske kompromis af 1867), i Câmpulung distriktet, et af de 9 Bezirkshauptmannschaften i provinsen.

## Turisme
Frasin ligger i den historiske region Bukovina, hvor besøgende kan beundre en lang række malede middelalderkirker med status som verdensarv. En af de mest populære er Voroneț-klosteret, der blev bygget i 1488. Et andet aktiv i området er naturreservaterne som urskovene i Slătioara ("Codrul secular Slătioara") og skovene i Giumalău-bjergene.